# Feliks Efimovič Mironer
Feliks Efimovič Mironer (Kiev, 14 gennaio 1927 – Pitsunda, 27 maggio 1980) è stato un regista sovietico.

## Filmografia parziale

### Regista
- Ulica molodosti (1958)
- Uvol'nenie na bereg (1962)